# Estanislao Figueras

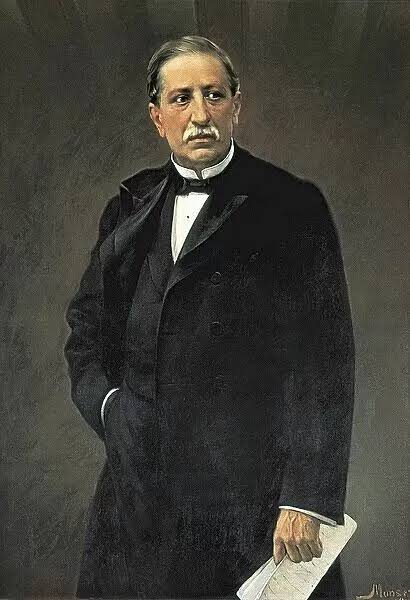
Estanislao Figueras y Moragas

Estanislao Figueras y Moragas (Barcelona, 13 de novembro de 1819 — Madrid, 11 de novembro de 1882) foi um advogado e político espanhol. De 12 de fevereiro a 11 de junho de 1873 foi o primeiro presidente da Primeira República Espanhola, fundada após a renúncia de Amadeu I de Espanha.